# Linothele spinosa
Espèce
Linothele spinosa est une espèce d'araignées mygalomorphes de la famille des Dipluridae.

## Distribution
Cette espèce est endémique de la région de Loreto au Pérou,. Elle se rencontre vers Iquitos.

## Description
La carapace du mâle holotype mesure 8,6 mm.

## Publication originale
- Drolshagen & Bäckstam, 2021 : « A taxonomic review of the mygalomorph spider genus Linothele Karsch, 1879 (Araneae, Dipluridae). » Zoosystema, vol. 43, no 10, p. 163-196.